# Бачка (Гора)
Бачка је горанско село у Општини Гора, на Косову и Метохији. По законима привремених институција Косова ово насеље је у саставу општине Драгаш. Атар насеља се налази на територији катастарске општине Бачка површине 373.88 ha. Бачка је горанско село удаљено 6 до 7 km од Драгаша, смештено на малој заравни изнад стрмих страна дубоке долине Леве реке на чијој је десној страни село Диканце.

## Знаменитости
На северној страни села постоји стабло граба старог неколико стотина година које сељани зову габор и казују да је то најстарије дрво у Гори, старо око 400 година. Иван Јастребов је био у овом селу и о њему је записао да је ту била црква Св. Варваре. Тада се још видело само место где је била и ту су и тада о празницима седели мушкарци понекад при пуној светси да је то њихово заједничко место, а зове се вакуф. Тада још нису били у стању да изграде џамију.

## Демографија
Насеље има горанску етничку већину.
Број становника на пописима:
- попис становништва 1948. године: 222
- попис становништва 1953. године: 249
- попис становништва 1961. године: 259
- попис становништва 1971. године: 311
- попис становништва 1981. године: 381
- попис становништва 1991. године: 210

### Попис2011.
На попису становништва 2011. године, Бачка је имала 52 становника, следећег националног састава:
| Попис 2011.‍ | Попис 2011.‍ | Попис 2011.‍ | Попис 2011.‍ | Попис 2011.‍ |
| ----------- | ----------- | ----------- | ----------- | ----------- |
|             |             |             |             |             |
| Горанци     | Горанци     |             | 52          | 100,00%     |
| укупно: 52  |             |             |             |             |